# Sonia Abeloos
Sonia Abeloos, née à Bruxelles en 1876 et morte à Bruxelles en 1969, est une artiste peintre belge qui a peint principalement des paysages, des marines et des portraits.

## Biographie
Peintre de natures mortes, de marines et de portraits, Sonia Abeloos fut élève de l'Académie de Bruxelles, où elle étudia sous la direction de Isidore Verheyden (1848-1905), de Guillaume Van Strydonck (1861-1937), mais aussi de Dillens et Rousseau.
Elle a été membre du cercle artistique de Bruxelles.
En 1966, à l'occasion de son 90e anniversaire, le Conseil national des femmes, dont elle était alors la doyenne d'âge, a voulu honorer l'artiste en organisant une visite de son atelier. Y étaient exposées des œuvres représentatives de ses 70 années d'activité.

## Dans les collections muséales
- Schaerbeek[Lequel ?]
- Musée d'Ixelles